# Maximilian Brauer
Maximilian Brauer (* 31. Dezember 1986 in Ost-Berlin) ist ein deutscher Schauspieler und Hörspielsprecher.

## Leben
Erste Erfahrungen am Theater machte Maximilian Brauer am P14 Jugendtheater der damaligen Volksbühne am Rosa-Luxemburg-Platz in Berlin. 2006 begann er ein Studium an der Hochschule für Musik und Theater „Felix Mendelssohn Bartholdy“ Leipzig, brach dieses aber nach zwei Jahren ab, als er von Sebastian Hartmann an das dortige Centraltheater engagiert wurde. 2010 holte Brauer seinen Hochschulabschluss nach, 2011 ging er zurück nach Berlin und spielt seitdem an der Volksbühne.
Rollen hatte Brauer in Leipzig unter anderem in Anton Tschechows Kirschgarten, in Peter Handkes Publikumsbeschimpfung und in Eines langen Tages Reise in die Nacht von Tennessee Williams, ferner als Karl Moor in Friedrich Schillers Räuber. In dem Schwank Pension Schöller von Wilhelm Jacoby und Carl Laufs stand er auf der Bühne, in Sebastian Baumgartens Inszenierung des Brecht-Stückes Der gute Mensch von Sezuan war Brauer der Wasserverkäufer Wang. In Berlin spielte er bislang unter der Regie von Martin Wuttke die Titelrolle in Molières Eingebildetem Kranken, sowie in dessen Stücken Der Geizige (Regie Frank Castorf) und Don Juan (Regie René Pollesch). 2016 war Brauer in dem Solostück Krieg des isländischen Performancekünstlers Ragnar Kjartansson zu sehen, der auch Regie führte.
Seit einigen Jahren arbeitet Brauer daneben gelegentlich vor der Kamera und als Hörspielsprecher. Im Fernsehen war unter anderem in der Miniserie Tempel und der Tatort-Folge Borowski und das dunkle Netz zu sehen.

## Filmografie
- 2014: Wir waren Könige
- 2016: Tempel (4 Folgen als Adrian)
- 2017: Tatort – Borowski und das dunkle Netz
- 2021: Ivie wie Ivie
- 2021: Hartwig Seeler – Ein neues Leben
- 2022: Axiom
- 2022: Der Überfall (Fernsehserie)
- 2025: Janine zieht aufs Land

## Hörspiele
- 2009: Das dritte Buch über Achim – Autor: Uwe Johnson – Regie: Norbert Schaeffer
- 2012: Besuch in Mechtshausen – Autor: Rolf Schneider – Regie: Ernst Jacobi
- 2015: Überleben eines Handlungsreisenden – Autor und Regie: Philipp Hauß
- 2016: der herzerlfresser – Autor: Ferdinand Schmalz – Regie: Hannah Georgi
- 2016: Die Zwangsjacke – Autor: Jack London – Regie: Kai Grehn
- 2016: Auerhaus – Autor: Bov Bjerg – Regie: Beate Andres

## Auszeichnungen
- 2021: Stipendium für die Villa Kamogawa, Kyoto[6]